# Colony-Gletscher
Der Colony-Gletscher ist ein Gletscher im US-Bundesstaat Alaska. Er befindet sich im Chugach National Forest 70 km östlich von Anchorage.

## Geografie
Der 25 km lange und im unteren Bereich 2,6 km breite Gletscher besitzt mehrere Quellgletscher, deren Nährgebiete auf Höhen zwischen 1800 m und 2100 m an der Nordflanke der südwestlichen Chugach Mountains liegen. Flankiert wird der Gletscher im Süden und Osten von den Gipfeln Mount Muir, Mount Gilbert und Mount Gannett. Westlich des Colony-Gletschers verläuft der Lake-George-Gletscher. Nach Süden hin grenzt der Colony-Gletscher an mehrere kleinere Gletscher, die zum Harriman-Fjord und zum Barry Arm hinabströmen. Östlich des Colony-Gletschers verläuft der Knik-Gletscher. Der Colony-Gletscher bedeckt eine Fläche von etwa 150 km². Er strömt in überwiegend nordnordwestlicher Richtung und endet am Südostufer des Inner Lake George auf einer Höhe von etwa 62 m.

## Gletscherentwicklung
Die Gletscherzunge hat sich in den letzten Jahrzehnten um etwa 600 m zurückgezogen.